# Rancourt (Somme)
Rancourt ist eine nordfranzösische Gemeinde mit 189 Einwohnern (Stand 1. Januar 2022) im Département Somme in der Region Hauts-de-France. Die Gemeinde gehört zum Kanton Péronne.

## Geographie
Die Gemeinde liegt rund 4,5 km östlich von Combles an der Départementsstraße D1017 (frühere Route nationale 17). An der Grenze der Gemeinde zur Nachbargemeinde Bouchavesnes-Bergen liegen ein französischer (Nécropole française; der größte französische Soldatenfriedhof der Somme-Schlacht) und ein deutscher Soldatenfriedhof (mit den sterblichen Überresten von 11.422 Soldaten) aus dem Ersten Weltkrieg. In der Gemeinde liegt auch ein kleinerer britischer Soldatenfriedhof.

## Geschichte
Rancourt lag im Herbst 1916 an der Kampflinie der Schlacht an der Somme. Der gegenüber von Rancourt auf dem Gebiet der Gemeinde Bouchavesnes-Bergen liegende St. Pierre-Vaast Wald war damals zentraler Punkt wochenlanger schwerer Kämpfe. Rancourt erhielt als Auszeichnung das Croix de guerre 1914–1918.

## Einwohner
| 1962 | 1968 | 1975 | 1982 | 1990 | 1999 | 2006 | 2010 |
| ---- | ---- | ---- | ---- | ---- | ---- | ---- | ---- |
| 126  | 108  | 113  | 128  | 143  | 144  | 172  | 185  |

## Verwaltung
Bürgermeister (maire) ist seit 2001 Dominique Bouchon.

## Sehenswürdigkeiten
- Die Chapelle du Souvenir français auf dem französischen Soldatenfriedhof.